# Insigne de combat des chars de la Luftwaffe
L’insigne de combat des chars de la Luftwaffe (en allemand, Panzerkampfabzeichen der Luftwaffe) est une décoration militaire allemande du Troisième Reich, créé en 1944, et attribué aux soldats des troupes blindées (Panzetruppen des formations Hermann Göring) de la Luftwaffe durant la seconde Guerre mondiale.

## Historique
L'insigne de combat des blindés {Panzerkampfabzeichen) de la Heer a été attribué dans un premier temps aux soldats des troupes blindées (Panzetruppen des formations Hermann Göring) de la Luftwaffe:
- Fallschirm-Panzerkorps Hermann Göring
- Fallschirm-Panzer-Division 1 Hermann Göring
- Fallschirm Panzergrenadier Division 2 Hermann Göring.

Le 3 novembre 1944, à la demande de l'Oberbefehlshaber der Luftwaffe Hermann Göring, a été créé un insigne spécifique pour les membres de la Luftwaffe.

## Attribution
À l'instar de l'insigne de combat des blindés (Panzerkampfabzeichen) de la Heer, l'insigne de combat des chars de la Luftwaffe était décerné aux équipages des blindés pour avoir pris part à 3 assauts blindés sur 3 jours différents.
2 versions furent créées selon l'appartenance du personnel récompensé:
- Couronne et aigle en argent - blindé en noir : équipages des blindés, unités de réparations et médicales rattachées
- Couronne, aigle et blindé en noir : panzergrenadiers, unités de reconnaissances et médicales rattachées

### Variantes avec nombre de jours
Le 10 novembre 1944, est approuvé quatre nouvelles classes (25, 50, 75, 100) venant s'ajouter aux deux classes précédentes.
Ces nouveaux chiffres représentent le nombre de jours de combats étalé dans le temps que le récipiendaire a participé et sont indiqués au bas de l'insigne dans un petit cartouche :
- « 25 » pour 25 jours d'assaut
- « 50 » pour 50 jours d'assaut
- « 75 » pour 75 jours d'assaut
- « 100 » pour 100 jours d'assaut

## Description
L'insigne était composé d'une couronne ovale de feuilles de chêne, à travers laquelle sortait un char d'assaut dirigé vers la droite, surmonté d'un aigle de la Luftwaffe (différent de l'aigle nazi de l'insigne de la Heer) avec dans ses serres la Svastika (croix gammée).

## Port
L'insigne de combat des chars de la Luftwaffe se portait sur la poche de poitrine gauche de l'uniforme ou sous cette poche si la croix de fer de 1re classe s'y trouvait déjà.

## Après-guerre

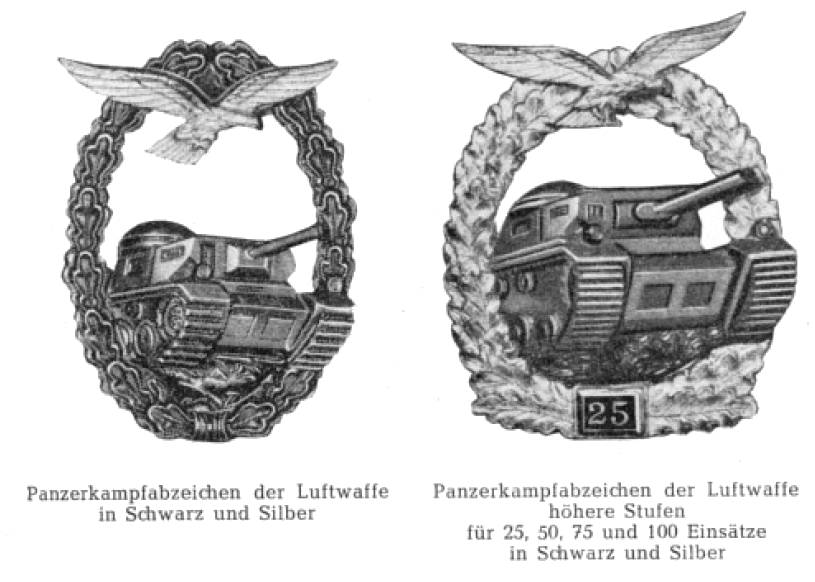
Insignes de combat version 1957 denazifié

Conformément à la loi sur les titres, ordres et décorations du 26 juillet 1957, le port de l'Insigne de combat des chars de la Luftwaffe dans la version du Troisième Reich dans la République fédérale d'Allemagne a été autorisé, à condition que la Svastika (croix gammée) soit enlevée.

## Voir également
- Insigne de combat d'infanterie
- Liste d'ordres civils et militaires
- Liste des devises d'ordres civils et militaires
- Médaille
- Ordre militaire
- Phaléristique

### Crédit
- (de) Cet article est partiellement ou en totalité issu de l’article de Wikipédia en allemand intitulé « Panzerkampfabzeichen der Luftwaffe » (voir la liste des auteurs).